# Purna
Purna là một thành phố và là nơi đặt hội đồng đô thị (municipal council) của quận Parbhani thuộc bang Maharashtra, Ấn Độ.

## Địa lý
Purna có vị trí 19°11′B 77°03′Đ / 19,18°B 77,05°Đ Nó có độ cao trung bình là 386 mét (1266 feet).

## Nhân khẩu
Theo điều tra dân số năm 2001 của Ấn Độ, Purna có dân số 33.231 người. Phái nam chiếm 51% tổng số dân và phái nữ chiếm 49%. Purna có tỷ lệ 68% biết đọc biết viết, cao hơn tỷ lệ trung bình toàn quốc là 59,5%: tỷ lệ cho phái nam là 78%, và tỷ lệ cho phái nữ là 59%. Tại Purna, 14% dân số nhỏ hơn 6 tuổi.